# Bauru
Bauru – miasto w południowo-wschodniej Brazylii, w środkowej części stanu São Paulo, liczące 381,7 tys. mieszkańców (2021).
W mieście rozwinął się przemysł spożywczy, włókienniczy oraz drzewny.
W mieście ma siedzibę klub piłkarski EC Noroeste.